# IFK Uddevalla
L'Uddevalla è una squadra svedese di calcio a 5, fondata nel 2013 con sede a Uddevalla.

## Palmarès
- Campionato svedese: 3

2016-17, 2017-18, 2018-19